# Parti de la gauche
Le Parti de la gauche (Partito della Sinistra – Zona Franca) était un parti politique saint-marinais fondé en 2005 par des dissidents du Parti des démocrates hostiles à sa fusion avec le Parti socialiste saint-marinais au sein du nouveau Parti des socialistes et des démocrates.
Dès sa création le Parti de la gauche choisit de s'allier avec le mouvement Refondation communiste saint-marinaise au sein de la coalition Gauche unie (Sinistra Unita). Cette alliance obtient 8,7 % des voix et 5 sièges sur 60 lors des élections générales de 2006. Son résultat est quasiment identique en 2008 : 8,6 % des voix et cinq sièges. En 2012, la coalition Gauche unie décide de se transformer en parti politique.